# Savo Joksimović
Savo Joksimović, * 25. marec 1913, † 19. junij 1980.

## Življenjepis
Leta 1935 je postal član KPJ in leta 1941 je sodeloval pri ustanovitvi NOVJ. Med vojno je bil politični komisar več enot.
Po vojni je končal VVA JLA in operativni tečaj na Vojni šoli JLA in bil med drugim minister za pravosodje in za notranje zadeve Črne gore.